# IC 3975
IC 3975 је лентикуларна галаксија у сазвјежђу Ловачки пси која се налази на листи објеката дубоког неба у Индекс каталогу.
Деклинација објекта је + 38° 52' 59" а ректасцензија 12h 59m 15,6s. Привидна величина (магнитуда) објекта IC 3975 износи 14,5 а фотографска магнитуда 15,5. IC 3975 је још познат и под ознакама MCG 7-27-9, PGC 44555.